# Klimgreep

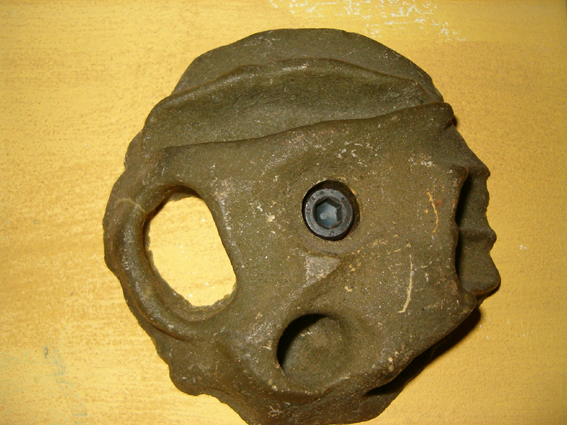
Kunststof klimgreep

Een greep is simpelweg een houvast voor de handen - natuurlijk voorkomend (in een rotswand) of kunstmatig (meestal in een klimhal).
Men maakt een onderscheid tussen vingervriendelijke en vingeronvriendelijke grepen. Vingervriendelijk zijn deze waarop men met een groot gedeelte van de hand kan op steunen of trekken, of grepen die zo gevormd zijn dat vingerblessures worden vermeden. Bij de vingeronvriendelijke gaat men mono’s en kleine arqueerandjes vinden. Bij training in een klimhal is het belangrijk om goed opgewarmd deze vingeronvriendelijke grepen te gebruiken.
Bij het rotsklimmen heeft men geen keuze, men moet gebruiken wat beschikbaar is.
Kunstgrepen worden gegoten in een kunststofmengsel en worden ook uit splintervrij hout gemaakt.
Daarnaast zijn er verschillende manieren om een greep vast te houden om deze optimaal te belasten, dit soort manieren worden meestal door klimmers niet 'een greep' genoemd maar met de specifieke naam van de methode van vasthouden aangeduid.